# Negrești-Oaș
Negrești-Oaș é uma cidade (oraș) da Romênia com 16356 habitantes, localizada no județ (distrito) de Satu Mare.